# Lyssky transport gennem Danmark
Lyssky transport gennem Danmark er en dansk film fra 1958, skrevet og instrueret af Peer Guldbrandsen. Filmen handler om smugling til jerntæppelandene.

## Medvirkende
- Knud Rex
- Ole Wisborg
- Ilselil Larsen
- Karen Lykkehus
- Preben Lerdorff Rye
- Louis Miehe-Renard
- Torkil Lauritzen
- Vera Stricker
- John Hahn-Petersen
- Karl Stegger
- Alex Suhr
- Gunnar Lemvigh
- Henry Jessen